# Вітрильне судно

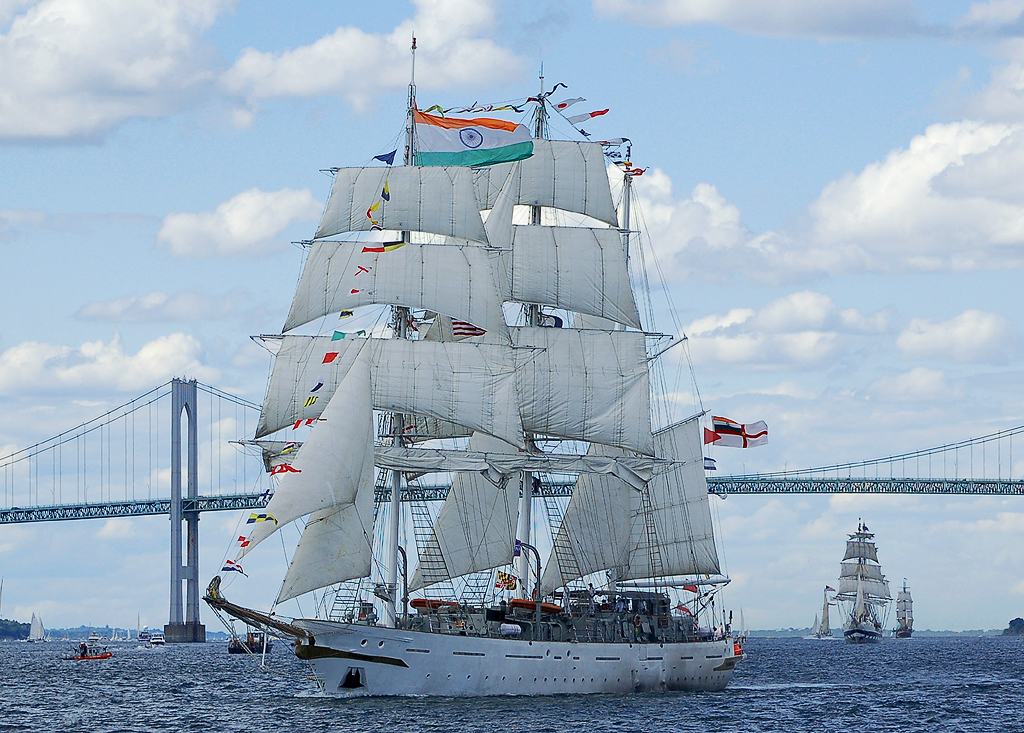
Індійський навчальний барк «Тарангіні»

Вітри́льний корабе́ль, або вітрильник — судно, що використовує вітрило та силу вітру для руху. Перші вітрильні судна з'явилися ще кілька тисячоліть тому.
Вітрила встановлювали і на перших типах підводних човнів, на початку XX століття, зокрема на човнах типів Б, С, D і E для пришвидшення ходу у надводному положенні, з розбірною щоглою. Поки не виникла потреба в «швидкому занурені», зумовлена веденням бойових дій.
Згідно із законодавством України, «вітрильне судно — будь-яке судно під вітрилом, у тому числі таке, яке має механічний двигун, при умові, що останній не використовується».

## Обладнання вітрильного судна

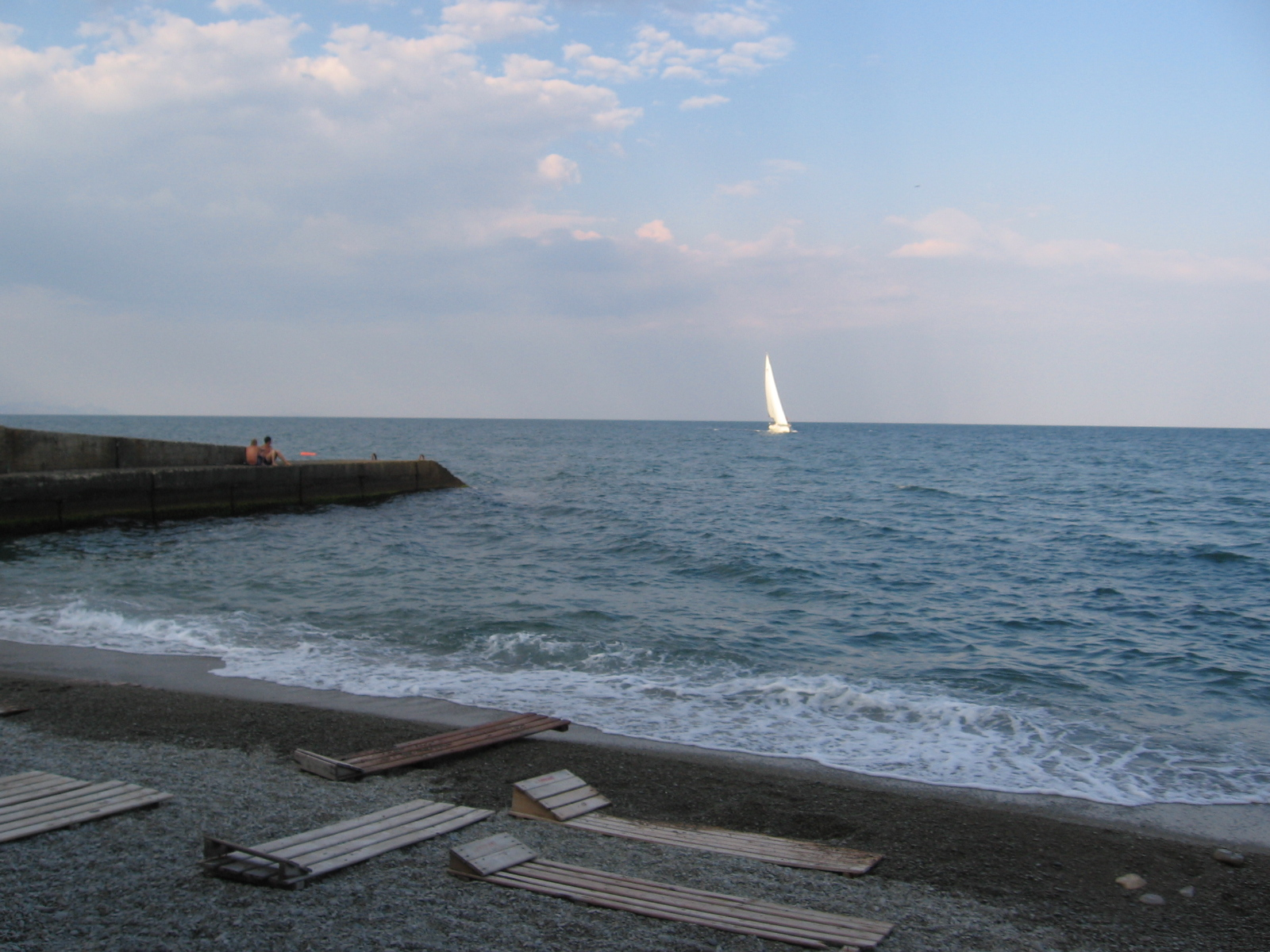
Вітрильник. Чорне море.

Класична схема вітрильного судна включає чотири частини: корпус, рангоут, такелаж і вітрила.
- Рангоут — система щогл, рей, гафелів і інших конструкцій, призначених для розміщення вітрил, сигнальних вогнів, постів спостереження тощо. Рангоут може бути нерухомим (щогли, стеньги, бушприт) і рухомим (реї, гафелі, гіки).
- Такелаж — сукупність усіх снастей судна, являє собою натягнуті троси. Такелаж розділяється на стоячий і рухомий. Стоячий такелаж служить для втримання на місці рангоуту й відіграє роль розтяжок. Троси стоячого такелажа на сучасних суднах виконуються, як правило, з оцинкованої сталі. Такелаж, що біжить, призначений для керування вітрилами — їх підйому, збирання тощо.
- Вітрило — рушій вітрильного судна — шмат матерії, на сучасних суднах — синтетичної, що кріпиться до рангоуту за допомогою такелажу, що дозволяє трансформувати енергію вітру в рух судна. Вітрила розділяються на прямі й косі. Прямі вітрила мають форму рівнобічної трапеції, косі — форму трикутника або нерівнобічної трапеції. Використання косих вітрил дозволяє судну рухатися круто до вітру.

## Класифікація вітрильних суден
Основна стаття: Типи вітрильних суден
Найпоширенішою є класифікація за видом вітрильного оснащення й рангоуту. Так, усі вітрильні судна діляться на дві категорії:
- великі вітрильні судна, що мають фок-щоглу й грот-щоглу,
- малі вітрильні судна, що мають грот-щоглу й бізань-щоглу, або, що мають єдину щоглу.

### Великі вітрильні судна (що мають фок-щоглу й грот-щоглу)

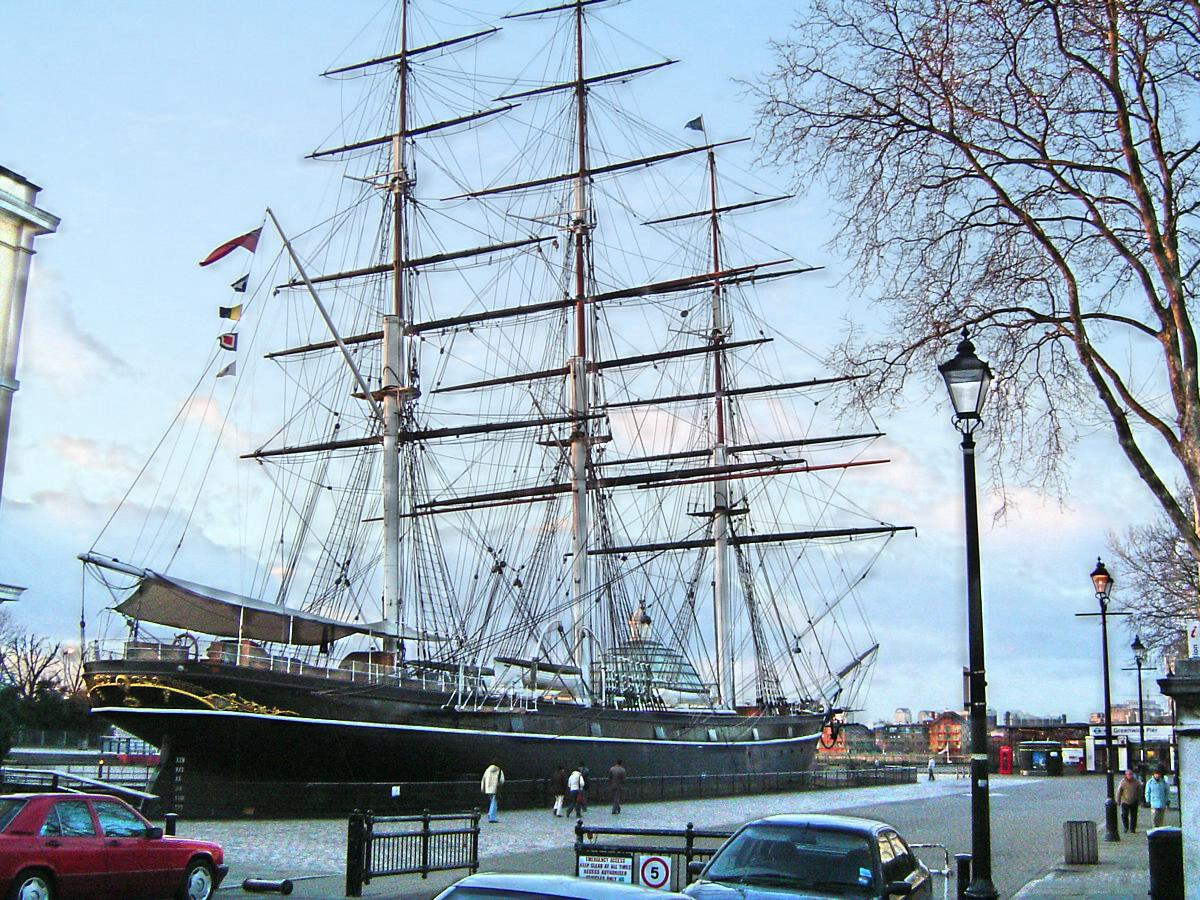
«Катті Сарк»

Судна із прямим вітрильним оснащенням, що мають як основні — прямі вітрила на всіх щоглах.
- Фрегат — судно, що має не менше трьох щогл із прямими вітрилами на всіх щоглах.
- Барк — судно, що має не менш трьох щогл із прямими вітрилами на фок-щоглі й грот-щоглах і косі вітрила на бізань-щоглі.
- Бриг — судно, що має дві щогли із прямими вітрилами.

Судна з мішаним вітрильним оснащенням
- Баркентина (шхуна-барк) — судно, що має не менше трьох щогл із прямими вітрилами на фок-щоглі й косими вітрилами на всіх інших щоглах.
- Бригантина (шхуна-бриг) — судно, що має дві щогли із прямими вітрилами на фок-щоглі й косими вітрилами на грот-щоглі.

Судна з косим вітрильним оснащенням
- Шхуна — судно, що має не менше двох щогл із косими вітрилами на всіх щоглах.

### Малі вітрильні судна (що мають грот-щоглу й бізань-щоглу або єдину щоглу)
Усі малі судна мають косе вітрильне оснащення й класифікуються за кількістю щогл на півторащоглові й однощоглові.
Півторащоглові судна
- Кеч — півторащоглове судно, бізань-щогла якого перебуває поперед головки стерна.
- Йол — півторащоглове судно, бізань-щогла якого перебуває за головкою стерна.

Однощоглові судна
- Кет — судно з одним вітрилом.
- Шлюп — судно з одним вітрилом на щоглі й стакселем (якщо на щоглі гафельний трисель, то над ним може встановлюватися топсель і тоді шлюп має три вітрила); не слід плутати даний шлюп із трищогловими бойовими шлюпами XVIII—XIX століть.
- Тендер — судно, що має одне або кілька вітрил на щоглі, стаксель, один або кілька кліверів.

## Цікаві факти
Радянський підводний човен типу Щука «Щ-421» в 1942 році ходив в Баренцовому морі під саморобним вітрилом, бо зазнав ушкоджень корми (обірвало два гребні гвинти) від вибуху міни. Роль щогли виконував піднятий перископ, що і врятувало екіпаж.